# サワテリオ
サワテリオ（1981年7月8日 - ）は、日本の聴覚障害者プロレスラー。東京都足立区出身。聴覚障碍者プロレス団体「聾プロレス」代表。

## 来歴

### 闘聾門JAPAN
- 2005年 - 聴覚障碍者プロレス団体「闘聾門JAPAN」に1期生として入団。
- 2006年11月11日 - 闘聾門JAPAN旗揚げ戦でデビュー。セミファイナルで牛神ライガーとのシングル戦に勝利する。
- 2008年2月16日 - 新たに創設されたDEAF-MAX王座決定8人トーナメントにエントリー、決勝戦でエロ桜馬を破り、初代チャンピオンとなる。しかし、決勝戦直後に登場した牛神ライガーが試合で獲得した「いつでもどこでもチャンピオンに挑戦できる権利」を発動したため、すぐに防衛戦を行わなければいけなくなった。その日すでに3試合を消化しており、体力的にも限界を迎えていたため、初代王者に輝いてから1時間も経たないまま、防衛に失敗する。
- 2009年7月18日 - 覆面を賭け、タイガー・キッドと対戦、これに勝利し覆面を死守する。
- 2010年11月13日 - 飯島卓弥所持するDEAF-MAX王座に挑戦、これに勝利。第6代目チャンピオンとなる[1]。
- 2011年11月12日 - アメリカ遠征試合に出場。
- 2012年
  - 11月10日 - 2度目のアメリカ遠征試合に出場。
  - 11月17日 - アメリカ人聴覚障がいプロレスラー、サイレント・ウォリアー所持するDEAF-MAX選手権王座バトルロイヤル戦に挑戦者として出場、最後まで生き残り、第8代目チャンピオンとなる[2]。
- 2014年2月8日 - フィリピン遠征試合に出場。
- 2016年11月12日 - 闘聾門JAPAN10周年記念大会にて、イギリス人聴覚障がいプロレスラーであるショーン・ミッドナイト所持するDEAF-MAX王座決定5人バトルロワイヤル戦に出場、最後まで生き残り、第10代目チャンピオンとなる。しかし、同日に行われた団体の解散をかけた試合にMUWAが敗れたため、解散が決定した。

### 聾プロレス
- 2017年
  - 5月31日 - 聴覚障碍者プロレス「聾プロレス」を新たに立ち上げ、代表に就任する。
  - 9月9日 - DEAF-MAXタッグ王座戦にて、ダーク・サワテリオ＆シン・デス組に挑戦、これに勝利する。サワテリオ＆HANETO組が第2代目チャンピオンとなる。

## 人物
- 生まれつき聴覚障がい者である。重度である。
- 手話による会話が可能。発音はできない。

## 得意技
ムーンサルトプレス
リングに背を向けた状態でコーナー最上段から体を270度後方回転するようにジャンプして仰向けになった相手の上に腹部から落下する。フィニッシュ技として使われることが多い。
メサイア
コルバタの回転の途中でDDTに切り替える技。
クリスト
コルバタの回転から相手の腕を取り、中腰になった相手の頭を首4の字で締め上げる関節技。
ヨシタニック
相手の背中に飛びつき、相手の腕に足を絡めてから一旦上体を反らし、勢いをつけて丸め込む前方回転エビ固め。

## 獲得タイトル
- DEAF-MAX王座（初代、第6代、第8代、第10代)
- DEAF-MAXタッグ王座（第2代）